# Italia Suburbicaria

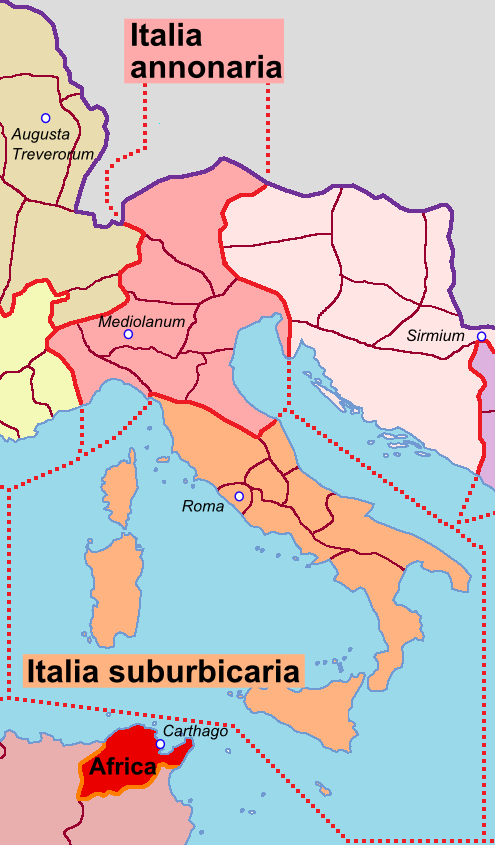
I vicariati di Italia Suburbicaria e di Italia Annonaria all'interno della prefettura del pretorio d'Italia intorno al 400.

L'Italia suburbicaria («sotto il governo dell'Urbe» [Roma]) fu un vicariato dell'Impero romano istituito da Costantino I (306-337).
Comprendeva l'Italia centro-meridionale e le isole di Sicilia, Sardegna e Corsica. Il suo capoluogo era Roma, dove aveva sede il vicarius urbis Romae, la massima autorità civile del vicariato.

## Storia
Sotto Costantino I, la dioecesis Italiciana fu suddivisa in due partizioni amministrative o vicariati, ognuna governata da un vicarius: l'Italia Suburbicaria e l'Italia Annonaria. In realtà le fonti dell'epoca, come il Laterculus Veronensis e la Notitia Dignitatum, attestano che de jure l'Italia continuava ad essere suddivisa in una sola diocesi, la dioecesis Italiciana, a sua volta suddivisa in due vicariati. Comunque, essendo Italia Annonaria e Italia Suburbicaria rette ognuna da un vicarius (la massima autorità civile di una diocesi), esse sono spesso dette impropriamente diocesi in quanto de facto lo erano pur non essendolo de jure.
Il vicariato dell'Italia Suburbicaria comprendeva l'Italia centro-meridionale e le isole di Sicilia, Sardegna e Corsica. La linea di demarcazione tra Italia Suburbicaria e Italia Annonaria fu posta in corrispondenza dei fiumi Arno ed Esino. La tassa in annona e in derrate alimentari pagata dagli abitanti del vicariato veniva poi usata essenzialmente per approvvigionare e sfamare la plebe di Roma. La massima autorità civile era costituita dal vicarius urbis Romae, residente a Roma. La carica probabilmente ha origine dal cosiddetto agens vices praefectorum pretorio, che, a partire dall'età severiana, sostituiva il prefetto del pretorio nel comando della guardia pretoriana e delle truppe della capitale durante la sua assenza dall'Urbe. Costantino, dopo aver smilitarizzato l'Urbe per prevenire rivolte e usurpazioni (la guardia pretoriana aveva appoggiato Massenzio), trasformò il agens vices praefectorum praetorio di Roma nel vicarius urbis Romae, privandolo di ogni potere militare e rendendolo la massima autorità civile dell'Italia Suburbicaria.
All'epoca del Laterculus Veronensis (redatta intorno al 314) probabilmente era composta dalle province seguenti:
1. Tuscia et Umbria
2. Campania
3. Apulia et Calabria
4. Lucania et Bruttii
5. Sicilia
6. Sardinia
7. Corsica

All'epoca della Notitia Dignitatum (redatta intorno al 395 e aggiornata per l'occidente fino ad intorno il 420) era composta dalle dieci province seguenti:
1. Tuscia et Umbria
2. Picenum Suburbicarium
3. Valeria (nord Lazio e sud Umbria)
4. Campania (Campania litoranea)
5. Samnium (Abruzzo, Molise, Sannio e Cassino[5])
6. Apulia et Calabria (Puglia e Salento, più l’Irpinia)
7. Lucania et Bruttii (Cilento, Basilicata e Calabria)
8. Sicilia
9. Sardinia
10. Corsica

Anche dopo la caduta dell'Impero romano d'Occidente, sembra che la diocesi sia sopravvissuta: infatti ancora a fine del VI/inizi VII secolo (epoca bizantina) vengono citati in epistole papali dei vice dei prefetti del pretorio (agentes vices), ovvero vicarii, a Genova e Roma. Comunque, sembra che alla fine del VI secolo la carica di vicarius avesse perso molto prestigio, sia a causa della crescente importanza rivestita dagli ufficiali militari, che spesso si arrogavano competenze che normalmente sarebbero spettate agli ufficiali civili, che per le conquiste dei Longobardi. Già in epoca ostrogota, il vicarius urbis Romae aveva perso il governo della diocesi, divenendo, secondo Hartmann, un collaboratore del praefectus urbi; la giurisdizione del vicario era stata ridotta alla città di Roma e ai suoi dintorni fino a 40 miglia di distanza dalla città eterna. Cosentino nega invece la tesi dell'Hartmann, facendo notare che nel 557 i vicarii sono ancora attestati come dipendenti dal prefetto del pretorio d'Italia e non dal praefectus urbi. A fine VI secolo, in epoca bizantina, sembra che i vicarii si occupassero solo della gestione delle finanze, avendo perso molta della loro antica autorità. Il vicarius urbis Romae sembra essere divenuto a fine VI secolo addirittura meno importante del praefectus urbi per poi sparire definitivamente dalle fonti.